# Werner Seltmann
Werner Seltmann (* 27. August 1930 in Leipzig; † 13. November 2024) war ein deutscher Fagottist und Hochschullehrer.

## Leben
Seltmann lernte von 1941 bis 1945 am Leipziger Musikgymnasium. Er erhielt Unterricht in Klavier bei Hugo Steurer und in Horn. Von 1946 bis 1951 studierte er Horn bei Albin Frehse und Fagott bei Carl Schaefer an der Leipziger Musikhochschule. 
Er wurde 1952 Mitglied und später Solo-Fagottist im Gewandhausorchester Leipzig. Außerdem wirkte er von 1957 bis 1982 im Gewandhaus-Bläserquintett. 1951 erhielt er eine Aspirantur in Leipzig. Von 1958 bis 1995 lehrte er an der Musikhochschule. 1980 wurde er zum Professor ernannt. Zu seinen Schülern gehören Axel Andrae, Eckart Bormann, Gottfried Kronfeld, Siegfried Nitt, Thomas Reinhardt und Hans Schlag.
Seltmann war gemeinsam mit dem Fagottisten Günther Angerhöfer Autor einer mehrbändigen Fagottschule.

## Werke
- Fagottschule (6 Bände)
- Orchesterstudien (14 Bände)
- Know-how für Bläser. Eignung, Tongebung, Interpretation, Didaktik. Friedrich Hofmeister Musikverlag, Leipzig 2005.